# Alexey Shor
Alexey Shor, en russe Шор, Алексей, né à Kiev (République socialiste soviétique d'Ukraine) en 1970, est un compositeur classique, immigrant en Israël en 1991, puis s'installant aux États-Unis et de nationalité maltaise.

## Biographie
Alexey Shor, né en 1970 à Kiev, est un mathématicien renommé, diplômé PhD, avant de s'orienter à l'âge de quarante ans vers la musique classique. Il commence à écrire de la musique en 2012, d'abord comme un exercice de curiosité, avec un amour profond de la musique et un désir d'apprendre davantage sur sa composition et ses processus.
Ses œuvres sont notamment interprétées par David Aaron Carpenter (en), mais aussi par Maxim Vengerov, Dmitry Sitkovetsky, Denis Kozhukhin, Roustem Saïtkoulov, Steven Isserlis, Elisey Mysin, entre autres,,.
Ses œuvres sont jouées sur de grandes scènes internationales.

## Œuvre

### Ballet
- Crystal Palace, ballet classique en deux actes avec des éléments d’opéra
- A Thousand Tales, ballet en deux actes

### Œuvre orchestrale
- Images du Grand siège, 13 pièces (aussi pour piano seul), dédié au siège de Malte en 1565
- Crystal Palace, version orchestrale du ballet
- Verdiana, variations sur des mélodies d’opéras de Verdi[6]

### Concertos et œuvres concertantes
- Concertos pour piano
  - Suite no 1 « Carnet de voyage », suite en sept pièces
  - Suite no 2 « De ma bibliothèque »
  - Suite no 3 « Souvenirs d’enfance », suite de 14 pièces
- Concertos pour violon
  - Concerto pour violon no 1 « Paysages marins », (et arrangement pour quatuor à cordes)
  - Concerto pour violon no 2 « Fantasmes », pour violon et orchestre (et arrangement pour quatuor à cordes)
  - Concerto pour violon no 3 « Les Quatre Saisons de Manhattan »
  - Concerto pour violon no 4 en si mineur
  - Concerto pour violon no 5 en ré mineur
  - Concerto pour violon no 6 « Carpe Diem »
- Concertos pour violoncelle
  - Concerto pour violoncelle no 1 « Pélerinage musical »
  - Concerto pour violoncelle no 2 en fa
  - Concerto pour violoncelle no 3 en ré mineur
- Concertos pour alto
  - Chansons bien tempérées, cycle de 13 courtes pièces inspirées des mélodies folkloriques russes et ukrainiennes
  - Deux Chansons pour mes enfants
  - Paysages marins
  - Pélerinage musical
- Concertos pour clarinette
- Verdiana, suite pour clarinette et orchestre (et version pour violon et pour flute)
- Concerto pour clarinette en si bémol (et version pour hautbois ou flute ou saxophone)
- Concerto pour bandonéon
- Carpe Diem, concerto pour bandonéon ou bayan

### Musique pour piano
- Sonates pour piano
  - Sonate no 1 (2019)
  - Sonate no 1, version Mikhail Pletnev
  - Sonate no 2
  - Carnet de voyage
  - Souvenirs d’enfance
  - Images du Grand siège
  - De ma bibliothèque
- Piano à quatre mains
  - Carnet de voyage
  - Verdiana, variations sur des mélodies d’opéras de Verdi

### Musique de chambre
- Trio pour piano, violon et violoncelle
  - Sept pièces
  - Trio en si mineur
  - Verdiana, arrangement de Pavel Karmanov
- Œuvres diverses
- Sonate pour violon et piano no 1 en ré mineur

### Musique vocale
- Addio
- Deux Chansons pour mes enfants (Berceuse pour Mark - La Valse de Nathalie)
- Arias pour le ballet Crystal Palace

## Discographie
Il enregistre sous étiquette Warner Classics, Decca, Sony Classics, Delos, Melodiya ainsi que Naxos.